# Erzurum (circonscription électorale)
La circonscription électorale d'Erzurum correspond à la province du même nom et envoie 6 députés à la Grande assemblée nationale de Turquie.

## Composition
La circonscription d'Erzurum est divisée en 20 districts (ilçe). Chaque district est composé d'un chef-lieu et de municipalités (communes et villages).

## Résultats électoraux

### Élections législatives de 2018
| Partis                   | Partis                                        | Voix    | %     | Sièges | +/-           | Élus                                                                 |
| ------------------------ | --------------------------------------------- | ------- | ----- | ------ | ------------- | -------------------------------------------------------------------- |
|                          | Parti de la justice et du développement (AKP) | 238 941 | 54,81 | 4      | 1             | Recep Akdağ, Zehra Taşkesenlioğlu, Selami Altınok et İbrahim Aydemir |
|                          | Parti d'action nationaliste (MHP)             | 80 780  | 18,53 | 1      | en stagnation | Kamil Aydın                                                          |
|                          | Parti démocratique des peuples (HDP)          | 52 151  | 11,96 | 0      | en stagnation |                                                                      |
|                          | Le Bon Parti (İYİ)                            | 35 504  | 8,14  | 1      | Nv.           | Muhammet Naci Cinisli                                                |
|                          | Parti républicain du peuple (CHP)             | 19 280  | 4,42  | 0      | en stagnation |                                                                      |
|                          | Parti de la félicité (SP)                     | 7 689   | 1,76  | 0      | en stagnation |                                                                      |
|                          | Parti de la cause libre (HÜDA PAR)            | 849     | 0,19  | 0      | en stagnation |                                                                      |
|                          | Parti patriote (VATAN)                        | 715     | 0,16  | 0      | en stagnation |                                                                      |
|                          |                                               |         |       |        |               |                                                                      |
| Total                    | Total                                         | 435 909 | 100   | 6      | en stagnation | -                                                                    |
| Inscrits / participation | Inscrits / participation                      | 494 291 | 87,22 |        |               |                                                                      |

### Élections législatives de 2023
| Partis                   | Partis                                        | Voix    | %     | Sièges | +/-           | Élus                                                           |
| ------------------------ | --------------------------------------------- | ------- | ----- | ------ | ------------- | -------------------------------------------------------------- |
|                          | Parti de la justice et du développement (AKP) | 192 248 | 43,28 | 4      | en stagnation | Selami Altınok, Fatma Öncü, Mehmet Emin Öz et Adburrahim Fırat |
|                          | Parti d'action nationaliste (MHP)             | 73 952  | 16,65 | 1      | en stagnation | Kamil Aydın                                                    |
|                          | Parti de la gauche verte (YSP)                | 43 931  | 9,89  | 1      | 1             | Meral Danış Beştaş                                             |
|                          | Le Bon Parti (İYİ)                            | 42 143  | 9,49  | 0      | 1             |                                                                |
|                          | Parti républicain du peuple (CHP)             | 31 227  | 7,03  | 0      | en stagnation |                                                                |
|                          | Nouveau parti de la prospérité (YRP)          | 21 822  | 4,91  | 0      | Nv.           |                                                                |
|                          | Parti de la victoire (ZP)                     | 10 469  | 2,36  | 0      | Nv.           |                                                                |
|                          | Parti de la grande unité (BBP)                | 7 676   | 1,73  | 0      | en stagnation |                                                                |
|                          | Parti de la patrie (M)                        | 2 268   | 0,51  | 0      | Nv.           |                                                                |
|                          | Parti de la justice (AP)                      | 1 030   | 0,23  | 0      | Nv.           |                                                                |
|                          | Parti de gauche (SOL)                         | 852     | 0,19  | 0      | en stagnation |                                                                |
|                          | Parti de la justice et de l'unité (AB)        | 728     | 0,16  | 0      | Nv.           |                                                                |
|                          | Parti des travailleurs de Turquie (TIP)       | 427     | 0,10  | 0      | en stagnation |                                                                |
|                          | Parti communiste de Turquie (TKP)             | 393     | 0,09  | 0      | en stagnation |                                                                |
|                          | Parti des droits et libertés (HAK)            | 384     | 0,09  | 0      | en stagnation |                                                                |
|                          | Parti patriote (VATAN)                        | 318     | 0,07  | 0      | en stagnation |                                                                |
|                          | Parti de la nation (MP)                       | 314     | 0,07  | 0      | en stagnation |                                                                |
|                          | Parti de libération du peuple (HKP)           | 298     | 0,07  | 0      | en stagnation |                                                                |
|                          | Parti de la route nationale (MYP)             | 275     | 0,06  | 0      | Nv.           |                                                                |
|                          | Mouvement communiste (TKH)                    | 131     | 0,03  | 0      | Nv.           |                                                                |
|                          | Parti de l'innovation (YP)                    | 110     | 0,02  | 0      | Nv.           |                                                                |
|                          | Parti jeune (GP)                              | 16      | 0,00  | 0      | en stagnation |                                                                |
|                          | Parti de la mère patrie (ANAP)                | 12      | 0,00  | 0      | en stagnation |                                                                |
|                          | Parti de l'union du pouvoir (GBP)             | 7       | 0,00  | 0      | Nv.           |                                                                |
|                          | Indépendants (Ind.)                           | 13 168  | 2,96  | 0      | en stagnation |                                                                |
|                          |                                               |         |       |        |               |                                                                |
| Total                    | Total                                         | 444 199 | 100   | 6      | en stagnation | -                                                              |
| Inscrits / participation | Inscrits / participation                      | 510 281 | 86,26 |        |               |                                                                |